# Kalkidan Gezahegne
Kalkidan Gezahegne   (Addis Abeba, 8 de maig de 1991) és una corredora etíop, nacionalitzada bahrainiana, de mitjana i llarga distància. Ha participat en 1 Olimpíades, guanyant la medalla de plata als Jocs Olímpics de Tòquio 2020, en la prova dels 10.000 metres.
Va guanyar la medalla de plata en els 1500 metres del Campionat Mundial de 2008 i va guanyar una altra plata júnior en el Campionat Africà d'Atletisme Júnior 2009, acabant darrere de Caster Semenya. Va acabar novena en la carrera de 1500 m en el Campionat del Món d'atletisme de 2009 i cinquena en els 3.000 metres en la Final Mundial d'Atletisme 2009.
Competint en el campionat del Món d'atletisme en pista coberta de 2010, va tenir una reaparició sorprenent per a qualificar per a la final. Enmig de la seva calor, va xocar amb Yevgeniya Zolotova i va caure en la pista. No obstant això, ella va tornar a continuar la carrera, i no sols es va quedar amb els seus competidors, sinó que va guanyar la carrera amb el temps més ràpid de qualsevol corredor aquest dia. En la final va superar a la seva compatriota i a la campiona regnant Gelete Burka per a guanyar la medalla d'or. Als 18 anys es va convertir en la guanyadora més jove d'un esdeveniment en el Campionat del Món d'atletisme en pista coberta, superant el rècord anterior establert per Gabriela Szabo 15 anys abans.
Les seves millors marques personals són 4.02,98 minuts en els 1.500 metres llisos, aconseguits el juliol de 2009 a Atenes; 4.37,76 minuts en la carrera de la milla, aconseguits al setembre de 2009 a Rieti; i 8.38,61 minuts en els 3.000 metres, aconseguits el setembre de 2009 a Tessalònica.

## Millors marques
| Esdeveniment                | Hora (m:s)  | Data                   | Lloc                   |
| --------------------------- | ----------- | ---------------------- | ---------------------- |
| 1500 m                      | 4.02.98     | 13 de juliol de 2009   | Atenes, Grècia         |
| 1500 m (interior)           | 4.03.28     | 10 de febrer de 2010   | Estocolm, Suècia       |
| Carrera de milla (interior) | 4.24.10     | 20 de febrer de 2010   | Birmingham, Regne Unit |
| 3000 m                      | 8.38.61     | 13 de setembre de 2009 | Tessalònica, Grècia    |
| 3000 m (interior)           | 8.46.19     | 6 de febrer de 2010    | Boston, Estats Units   |
| 5000 m                      | 14:52.92    | 1 de juny de 2021      | Montreuil, França      |
| 10000 m                     | 29:50.77 NR | 8 de maig de 2021      | Maia, Portugal         |